# Евфимий Суздальский
Евфи́мий Су́здальский (1316, Нижний Новгород — 1 апреля 1404, Суздаль) — основатель и архимандрит Спасо-Евфимиева монастыря. Канонизирован на втором Макарьевском соборе 1549 года в лике преподобных, память совершается 1 апреля (14 апреля) и 4 июля (17 июля) (по юлианскому календарю).

## Жизнеописание
Родился в Нижнем Новгороде, в молодом возрасте принял монашеский постриг от Дионисия Суздальского в Нижегородском Печерском монастыре, где вёл строгую жизнь.
В 1352 году по просьбе суздальского князя Бориса Константиновича был направлен к нему для создания в Суздале нового монастыря. По пути основал церковь во имя святого Василия Великого. Монастырь был основан в северной части города, за рекой Каменкой, и Евфимий стал его архимандритом. Уже при жизни Евфимия в нём проживали около трёхсот монахов, следовавших установленному им строго общежительному уставу. Евфимий общался с Сергием Радонежским и часто бывал в его Троицком монастыре. Предавался подвижничеству. На другой стороне реки Каменки Евфимий по желанию князя Андрея Константиновича и епископа Иоанна основал Покровский женский монастырь.
Скончался 1 апреля 1404 года, погребён был в приготовленном им самим гробу.

## Почитание
4 июля 1507 года при копании рвов на строительстве нового монастырского собора были обретены мощи Евфимия, объявленные нетленными. В 1511 году при обновлённой Спасской церкви был устроен придел в память святого Евфимия, куда была помещена рака с его мощами. 22 февраля 1657 года рака была помещена в собор. Мощи считались чудотворными.

## Судьба мощей в XX и XXI веках
12 февраля 1919 года гробница святого была вскрыта. Результат её освидетельствования в отчёте VIII отдела Народного комиссариата юстиции РСФСР Съезду Советов был описан так: «груда истлевших и рассыпающихся от времени костей». В мае 1922 года мощи были изъяты из монастыря. Мощи святого стали экспонатом антирелигиозного отдела музея, а с середины 1940-х годов хранились в фондах.
9 июня 1988 года мощи Евфимия были переданы Владимирским музеем-заповедником в единственный действовавший в то время храм города Суздаля — церковь во имя равноапостольных Константина и Елены. В 1990 году этот храм вместе с находившимися в нём мощами отошёл к Русской зарубежной церкви, а затем к Российской православной автономной церкви. В 2009 году территориальное управление Агентства по управлению федеральным имуществом подало иск об изъятии у РПАЦ 13 объектов недвижимости, включая Цареконстантиновский храм. Арбитражный суд Владимирской области удовлетворил этот иск, однако представители духовенства РПАЦ поместили мощи святых в свой Иверский синодальный храм и отказались вернуть их государству.
16 февраля 2012 года глава территориального управления Росимущества по Владимирской области Владимир Горланов направил в Арбитражный суд Владимирской области иск, где указывалось, что мощи преподобных Евфимия и Евфросинии Суздальской «являются собственностью Российской Федерации и относятся к культурным объектам». 31 мая 2012 года суд принял решение о передаче мощей преподобных Евфимия и Евфросинии Суздальских Росимуществу, а РПАЦ были назначены штрафы за невыполнение решения и отказ передавать мощи. 24 января 2013 года Федеральный арбитражный суд Волго-Вятского округа отменил предыдущие решения об изъятии мощей, оставив их во владении РПАЦ. Однако 30 августа 2013 года судебные приставы во время богослужения проникли в Иверский синодальный храм и пытались изъять мощи преподобных Евфимия и Евфросинии. Росимуществу пришлось повторно доказывать свои права на мощи в судах общей юрисдикции, которые также признали их принадлежащими государству. 3 июля 2014 года Конституционный суд РФ отказал в удовлетворении жалобы предстоятеля РПАЦ митрополита Федора (Гинеевского) на решение об изъятии у церкви мощей Евфимия и Евфросинии Суздальских. Решение по жалобе было опубликовано 16 июля.
25 марта 2015 года сотрудники Федеральной службы судебных приставов произвели принудительные исполнительные действия по изъятию мощей у верующих Российской православной автономной церкви из Иверского храма в Суздале. Прихожане и священники РПАЦ попытались помешать выносу рак с мощами, но после небольшого столкновения приставам удалось их изъять. В середине апреля 2015 года мощи Евфросинии были помещены в специальную раку и поставлены в Ризоположенском соборе в Ризоположенском монастыре Русской православной церкви в Суздале. Мощи Евфимия тогда же были помещены в Вознесенский собор Александровского монастыря в Суздале. 10 октября 2015 года мощи Ефимия были возвращены в Спасо-Преображенский собор Спасо-Евфимиева монастыря.